# Sistema de Universidad Abierta y Educación a Distancia

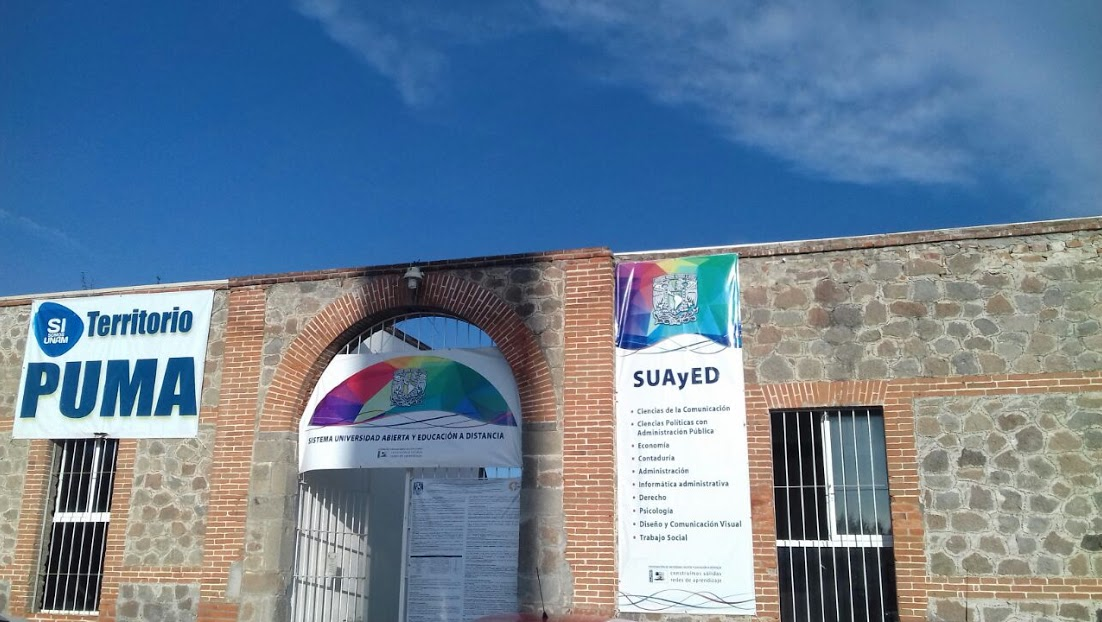
Fachada del SUAyED UNAM Tlaxcala.

El Sistema Universidad Abierta y Educación a Distancia (SUAyED) es una organización académica parte de la Coordinación de Universidad Abierta y Educación a Digital (CUAED) que agrupa los programas educativos a nivel medio superior y de nivel superior en modalidad abierta y a distancia de la Universidad Nacional Autónoma de México (UNAM). Es considerada la primera y mejor universidad a distancia del país y fue fundada en 1972 por iniciativa del rector Pablo González Casanova. Ofrece 22 Licenciaturas y 2 Especializaciones en la modalidad abierta (semipresencial); 1 bachillerato, 21 licenciaturas, 2 especializaciones, 2 maestrías y 2 doctorados en la modalidad a distancia (en línea).

## Oferta educativa
| NIVEL MEDIO SUPERIOR                          |           |           |
| Bachillerato                                  | Modalidad | Modalidad |
| Bachillerato                                  | Abierta   | Distancia |
| Dirección de Bachillerato a Distancia, CUAED. |           | ✓         |

| NIVEL SUPERIOR |                                                 |           |           |
| Entidad Académica | Licenciatura                                    | Modalidad | Modalidad |
| Entidad Académica | Licenciatura                                    | Abierta   | Distancia |
| Facultad de Enfermería y Obstetricia                                                                                          | Enfermería*                                     |           | ✓         |
| Escuela Nacional de Estudios Superiores, Unidad Morelia                                                                       | Administración de Archivos y Gestión Documental |           | ✓         |
| Escuela Nacional de Trabajo Social                                                                                            | Trabajo Social                                  | ✓         | ✓         |
| Facultad de Ciencias Políticas y Sociales                                                                                     | Ciencias de la Comunicación                     | ✓         | ✓         |
| Facultad de Ciencias Políticas y Sociales                                                                                     | Ciencias Políticas y Administración Pública     | ✓         | ✓         |
| Facultad de Ciencias Políticas y Sociales                                                                                     | Relaciones Internacionales                      | ✓         | ✓         |
| Facultad de Ciencias Políticas y Sociales                                                                                     | Sociología                                      | ✓         | ✓         |
| Facultad de Contaduría y Administración                                                                                       | Administración                                  | ✓         | ✓         |
| Facultad de Contaduría y Administración                                                                                       | Contaduría                                      | ✓         | ✓         |
| Facultad de Contaduría y Administración                                                                                       | Informática**                                   | ✓         | ✓         |
| Facultad de Derecho | Derecho                                         | ✓         | ✓         |
| Facultad de Economía | Economía                                        | ✓         | ✓         |
| Facultad de Estudios Superiores Acatlán                                                                                       | Derecho                                         | ✓         | ✓         |
| Facultad de Estudios Superiores Acatlán                                                                                       | Enseñanza de Alemán como Lengua Extranjera      |           | ✓         |
| Facultad de Estudios Superiores Acatlán                                                                                       | Enseñanza de Español como Lengua Extranjera     |           | ✓         |
| Facultad de Estudios Superiores Acatlán                                                                                       | Enseñanza de Francés como Lengua Extranjera     |           | ✓         |
| Facultad de Estudios Superiores Acatlán                                                                                       | Enseñanza de Inglés como Lengua Extranjera      |           | ✓         |
| Facultad de Estudios Superiores Acatlán                                                                                       | Enseñanza de Italiano como Lengua Extranjera    |           | ✓         |
| Facultad de Estudios Superiores Acatlán                                                                                       | Relaciones internacionales                      | ✓         |           |
| Facultad de Estudios Superiores Aragón                                                                                        | Derecho                                         | ✓         |           |
| Facultad de Estudios Superiores Aragón                                                                                        | Economía                                        | ✓         |           |
| Facultad de Estudios Superiores Aragón                                                                                        | Relaciones Internacionales                      | ✓         |           |
| Facultad de Estudios Superiores Cuautitlán                                                                                    | Diseño y Comunicación Visual                    |           | ✓         |
| Facultad de Estudios Superiores Iztacala                                                                                      | Psicología                                      |           | ✓         |
| Facultad de Filosofía y Letras                                                                                                | Bibliotecología y Estudios de la Información    |           | ✓         |
| Facultad de Filosofía y Letras                                                                                                | Filosofía                                       | ✓         |           |
| Facultad de Filosofía y Letras                                                                                                | Geografía                                       | ✓         |           |
| Facultad de Filosofía y Letras                                                                                                | Historia                                        | ✓         |           |
| Facultad de Filosofía y Letras                                                                                                | Lengua y Literaturas Hispánicas                 | ✓         |           |
| Facultad de Filosofía y Letras                                                                                                | Lengua y Literaturas Modernas (Inglesas)        | ✓         |           |
| Facultad de Filosofía y Letras                                                                                                | Pedagogía                                       | ✓         | ✓         |
| Facultad de Psicología | Psicología                                      | ✓         |           |
| NOTAS: * Ingreso en años posteriores al primero ** Ingreso indirecto, a través de las carreras de Contaduría o Administración |                                                 |           |           |

| POSGRADO | |           |           |
| Especialización | |           |           |
| Entidad Académica | Programa Académico | Modalidad | Modalidad |
| Entidad Académica | Programa Académico | Abierta   | Distancia |
| Centro de Enseñanza para Extranjeros                                                                                   | Enseñanza del Español como Lengua Extranjera                                                                           |           | ✓         |
| Facultad de Estudios Superiores Zaragoza                                                                               | Estomatología en Atención Primaria                                                                                     | ✓         | ✓         |
| Facultad de Medicina Veterinaria y Zootecnia                                                                           | Producción Animal (campos de conocimiento: Aves, Bovinos, Cerdos, Ovinos y Organismos Acuáticos)                       | ✓         |           |
| Maestría | |           |           |
| Programa | Programa | Modalidad | Modalidad |
| Programa | Programa | Abierta   | Distancia |
| Bibliotecología y Estudios de la Información                                                                           | Bibliotecología y Estudios de la Información                                                                           |           | ✓         |
| Docencia para la Educación Media Superior (campos de conocimiento en biología, español, matemáticas, inglés y francés) | Docencia para la Educación Media Superior (campos de conocimiento en biología, español, matemáticas, inglés y francés) |           | ✓         |
| Doctorado | |           |           |
| Programa | Programa | Modalidad | Modalidad |
| Programa | Programa | Abierta   | Distancia |
| Ciencias Biológicas | Ciencias Biológicas |           | ✓         |
| Música | Música |           | ✓         |

## Historia (Línea del tiempo)
1972

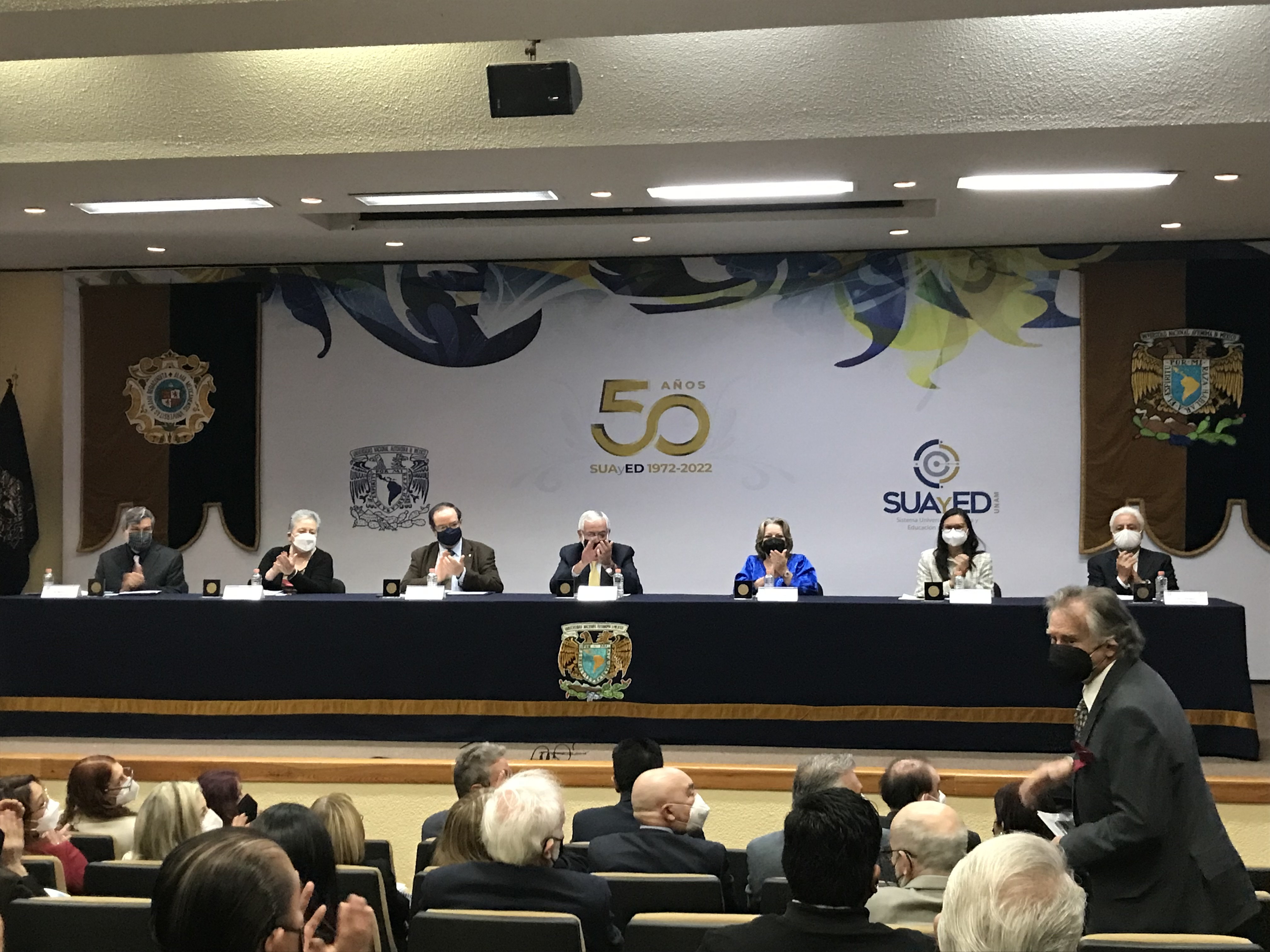
Celebración de los 50 años del SUAyED-UNAM el 3 de marzo de 2022.

- Febrero - El H. Consejo Universitario de la UNAM aprueba, el 25 de febrero, la creación del SUA.
- Abril - El Consejo Técnico de la Facultad de Contaduría y Administración aprueba la creación de la División SUA para las licenciaturas en Contaduría y Administración.
- Junio - El Consejo Técnico de la Facultad de Ciencias Políticas y Sociales aprueba la creación de la División SUA para las licenciaturas en Ciencias Políticas y Administración Pública, Ciencias de la Comunicación, Sociología y Relaciones Internacionales.
- Final de año - El Consejo Técnico de la Escuela Nacional de Odontología aprueba la creación del SUA para la licenciatura en Cirujano Dentista.

1973
- Febrero - Inicia sus funciones la División SUA en la Facultad de Psicología.

1974
- Enero - Se integra la coordinación del SUA y se designa como su primer coordinador al ministro Augusto Moreno Moreno.

1975
- Enero - El Colegio de directores de Facultades y Escuelas acuerda la operación del SUA en dos funciones: apoyar al sistema escolarizado y como nueva alternativa a dicho sistema.
- Marzo - Se inauguran las actividades de la División SUA de la Facultad de Derecho. El Consejo Técnico de la Escuela Nacional de Enfermería y Obstetricia aprueba la implementación del SUA para la carrera de Técnico en Enfermería.
- Junio - El H. Consejo Universitario de la UNAM aprueba la implementación del SUA en la Escuela Nacional de Odontología. El Consejo Técnico de la Escuela Nacional de Economía aprueba la implantación del SUA para la licenciatura en Economía. El H. Consejo Universitario de la UNAM aprueba la implementación del SUA en la Escuela Nacional de Economía.

1976
- Noviembre - El Consejo Técnico de la Facultad de Filosofía y Letras aprueba la implementación del SUA -mediante cursos propedéuticos- para las licenciaturas en Filosofía, Geografía, Historia, Lengua y Literaturas Hispánicas, Lengua y Literaturas Modernas (Inglesas) y Pedagogía.

1977
- El H. Consejo Universitario de la UNAM aprueba la implementación del SUA en las licenciaturas en Ciencias Políticas y Administración Pública, Ciencias de la Comunicación, Sociología y Relaciones Internacionales, en la Facultad de Ciencias Políticas y Sociales.

1978
- Junio - En reunión del Colegio de Directores de Facultades y Escuelas, celebrada en Galindo, Querétaro, se decide auspiciar el desarrollo del SUA como un apoyo al sistema escolarizado

1979
- Septiembre - El H. Consejo Universitario de la UNAM aprueba los planes de estudio para las licenciaturas en Historia, Filosofía, Lengua y Literaturas Hispánicas, Lengua y Literaturas Modernas (Inglesas), Geografía y Pedagogía, en la Facultad de Filosofía y Letras.  El Consejo Técnico de la Facultad de Medicina Veterinaria y Zootecnia aprueba la implementación de la Especialización Animal: Aves, a través del SUA.
- Noviembre - El H. Consejo Universitario de la UNAM aprueba la implantación del SUA en la Especialización Animal: Aves, de la Facultad de Medicina Veterinaria y Zootecnia.

1980
- Se implanta un nuevo plan de estudios para la carrera técnica en Enfermería en la Escuela Nacional de Enfermería y Obstetricia

1981
- Agosto - El Dr. Óscar Zorrilla Velázquez es nombrado coordinador del SUA.

1982
- Abril - Se realiza la Primera Reunión del SUA en Oaxtepec, Morelos.

1983
- Octubre - El Consejo Técnico de la Facultad de Medicina Veterinaria y Zootecnia aprueba la implantación de la Especialización Animal: Porcinos, a través del SUA.

1984
- Octubre - El Consejo Técnico de la Facultad de Medicina Veterinaria y Zootecnia aprueba la implantación de la Especialización Animal: Bovinos, a través del SUA.

1985
- Enero - El Mtro. Arturo Azuela Arriaga es nombrado coordinador del SUA.  El H. Consejo Universitario de la UNAM aprueba la impartición de los programas de las especializaciones en Producción Animal: Bovinos y Porcinos, en la Facultad de Medicina Veterinaria y Zootecnia.

1986
- Mayo - El Ing. Enrique Villarreal Domínguez es nombrado coordinador del SUA.

1987
- Abril - El Dr. Eduardo Téllez y Reyes Retana es nombrado coordinador del SUA.
- Mayo - Se realiza el Segundo Encuentro del SUA en Topilejo, Morelos.

1988
- Enero - El Sistema Universidad Abierta organiza el Seminario Iberolatinoamericano de Educación Abierta y a Distancia.
- Septiembre - Se realiza el Tercer Encuentro del Sistema Universidad Abierta, en Ciudad Universitaria.
- Noviembre - Ingresa a la Escuela Nacional de Enfermería y Obstetricia la primera generación de la licenciatura en Enfermería, con el procedimiento de ingreso a años posteriores al primero, con 63 alumnos.

1989
- Febrero - El Ing. Juan Úrsul Solanes es nombrado coordinador del SUA.
- Junio - Se realiza la Jornada Conmemorativa del XV Aniversario del Sistema Universidad Abierta, en la Escuela Nacional de Enfermería y Obstetricia.

1991
- Febrero - El Dr. Rodolfo Herrero Ricaño es nombrado coordinador del SUA.
- Agosto - Se cierran las inscripciones para la licenciatura en cirujano dentista en la División SUA de la Facultad de Odontología.
- Septiembre - En reunión del Colegio de Directores de Facultades y Escuelas, el coordinador del SUA presenta el documento "Perspectivas del Sistema Universidad Abierta".
- Noviembre - Como parte de los festejos previos a la conmemoración del vigésimo aniversario del SUA, se realiza la Semana del SUA en la UNAM: Perspectivas del Sistema para el siglo XXI.

1992
- Enero - Se inicia el diplomado en Odontología Geriátrica en la División SUA de la Facultad de Odontología.
- Febrero - El Sistema Universidad Abierta celebra su vigésimo aniversario y organiza el simposio internacional Perspectivas de la Educación Abierta y a Distancia para el siglo XXI.

1994
- Noviembre - Se realiza la Primera Reunión Latinoamericana a Distancia de Educación Superior Abierta y a Distancia, en coordinación con la Facultad de Filosofía y Letras de la UNAM.

1997
- Enero - El Arq. Jorge Fernández Varela es nombrado coordinador de Universidad Abierta y Educación a Distancia.
- Febrero - Se reorganiza la estructura administrativa de la UNAM: desaparece la Secretaría de Servicios Académicos y la Coordinación del Sistema Universidad Abierta (CSUA) absorbe la función de producción de medios de comunicación educativa y materiales didácticos que realizaba el Centro de Investigaciones y Servicios Educativos (CISE); además, se transforma en la Coordinación de Universidad Abierta y Educación a Distancia (CUAED), dependiente de la Secretaría General.

2000
- El Dr. Alejandro Pisanty Baruch es nombrado coordinador de Universidad Abierta y Educación a Distancia.

2002
- El Dr. José Manuel Berruecos Villalobos es nombrado coordinador de Universidad Abierta y Educación a Distancia.

2003
- Septiembre - Se reestructura nuevamente la CUAED: se contempla contar con un Consejo Asesor que establecerá la normatividad académica para las modalidades abierta y a distancia.

2004
- Enero - Por acuerdo del rector se crea la Secretaría de Desarrollo Institucional y se adscribe a ella la Coordinación de Universidad Abierta y Educación a Distancia.
- Junio - El Dr. Francisco Cervantes Pérez es nombrado coordinador de Universidad Abierta y Educación a Distancia.

2005
- A través de los programas de educación a distancia, se abren espacios del SUAyED en Oaxaca y Tlaxcala, en colaboración con las universidades públicas de esas entidades federativas.

2006
- A iniciativa de la UNAM, y con la participación de siete instituciones públicas de educación superior, se crea el consorcio Espacio Común de Educación Superior a Distancia (ECOESAD).
- Se conforma la Red de Centros de Educación Continua, Abierta y a Distancia.

2007
- El Consejo Asesor de la CUAED reforma su Reglamento Interno.

2008
- El consorcio Espacio Común de Educación Superior a Distancia opera con 37 universidades e instituciones públicas de educación superior del país.

2009
- Marzo - El Consejo Universitario aprueba el Estatuto y el Reglamento del Sistema Universidad Abierta y Educación a Distancia, que se publican el 2 de abril en Gaceta UNAM como separata especial.  Primer número de la Revista Mexicana de Bachillerato a Distancia.

2010
- Enero - Se instala el Consejo Asesor del Sistema Universidad Abierta y Educación a Distancia, de acuerdo con lo establecido en el Estatuto aprobado en 2009.  Se conforma la Red Nacional de Investigación en e-learning, con el apoyo financiero de CONACyT.

2011
- Agosto - La CUAED, en conjunto con la Asociación Mexicana de Educación Continua y a Distancia y la Asociación Nacional de Universidades e Instituciones de Educación Superior, organizan el Congreso Internacional: Educación para Toda la Vida, efectuado en el Palacio de Minería.

2012
- Enero - La Dra. Judith Zubieta García es nombrada coordinadora de Universidad Abierta y Educación a Distancia.

2013
- Se instala la Red de Educación Continua, conformada por 70 entidades y dependencias de la Universidad.
- En convenio de colaboración con Coursera, la CUAED imparte tres cursos masivos, abiertos y en línea, MOOC, a los que acceden más de 96 mil personas alrededor del mundo, convirtiendo a la UNAM en una de las primeras universidades de América Latina en participar en este tipo de proyectos.

2014
- Agosto - El Consejo Asesor aprueba el Modelo Educativo del SUAyED, y los Lineamientos para la Presentación de Programas de Licenciatura en la modalidad a distancia  Se designa a la CUAED como la instancia universitaria responsable de impartir el Bachillerato a Distancia.

2015
- El Consejo Asesor del SUAyED aprueba los Lineamientos par ala Presentación de Programas de Doctorado en la modalidad A Distancia.
- Con el Programa de Formación Propedéutica se atiende a 18,428 personas.
- En colaboración con el consorcio Coursera, la CUAED oferta siete cursos MOOC, en español, con una matrícula de más de 270 mil personas.

2016
- Enero - El Dr. Francisco Cervantes Pérez es nombrado coordinador de Universidad Abierta y Educación a Distancia.  Se realiza el Encuentro Nacional de estudiantes SUAyED, modalidad a distancia, con la participación de 312 estudiantes y egresados.
- Diciembre - Se elabora el documento: Situación y nivel de desarrollo de las licenciaturas del Sistema Universidad Abierta y Educación a Distancia. Informe diagnóstico.

2017
- Se celebra el 45 aniversario de creación del SUA.

2018
- Noviembre - Se publica el acuerdo del Rector mediante el cual se reorganizan las funciones de la Coordinación de Universidad Abierta y Educación a Distancia.

2019
- La oferta de MOOC se integra con 97 cursos, con los cuales se atiende a más de 2.3 millones de participantes.

2020
- Enero - La Dra. María Concepción Barrón Tirado es designada titular de la Coordinación de Universidad Abierta y Educación a Distancia.
- Junio - Se crea la Coordinación de Universidad Abierta, Innovación Educativa y Educación a Distancia (CUAIEED), por acuerdo del rector publicado en Gaceta UNAM el 11 de junio.  El Dr. Melchor Sánchez Mendiola es nombrado primer coordinador de Universidad Abierta, Innovación Educativa y Educación a Distancia
- Octubre - Presentación del Observatorio de Datos SUAyED.

2022
- Agosto - Se aprobó la modificación del Estatuto y Reglamento del SUAyED (citar Gaceta UNAM).

2023
- Octubre - Se celebra la primera entrega del premio “Dr. Pablo González Casanova”, a profesoras y profesores del Sistema Universidad Abierta y Educación a Distancia

#### 2024
- Marzo - Se reorganizan las funciones y estructura de la Secretaría General de la Universidad Nacional Autónoma de México, para crear la Coordinación de Universidad Abierta y Educación Digital. [1]

## Modelo educativo

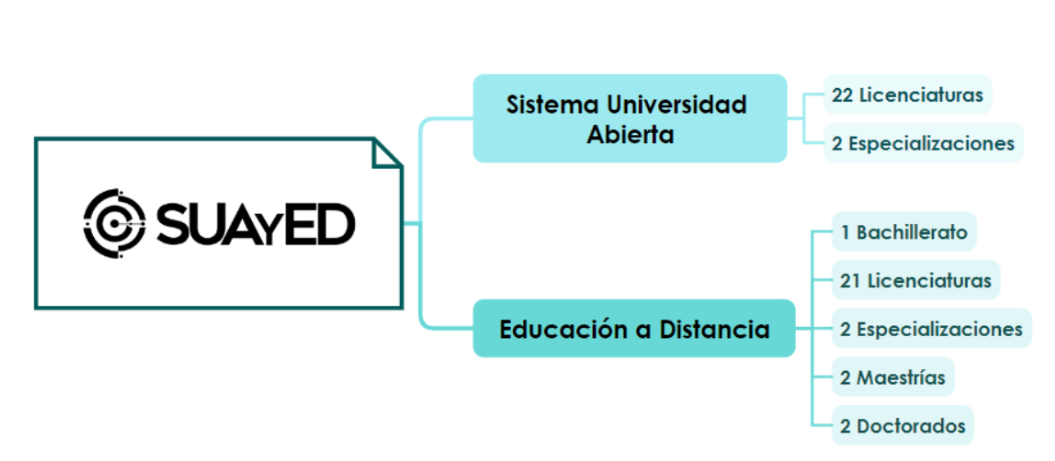
Modalidades de estudio en el SUAyED UNAM

La Universidad Nacional Autónoma de México, a través de la Coordinación de Universidad Abierta y Educación a Distancia y en comunión con diversas Escuelas y Facultades, impulsan el Sistema Universidad Abierta y Educación a Distancia (SUAyED), el cual es un sistema educativo flexible, innovador, adaptable e interactivo.
Este modelo tiene como finalidad extender la educación media superior y superior hacia grandes sectores de la población, por medio de métodos teórico prácticos de transmisión y evaluación de conocimientos, y de la creación de grupos de aprendizaje que trabajan dentro o fuera de los planteles universitarios e impulsar la integración de las tecnologías de la información y la comunicación a los procesos educativos.
Este modelo parte de Principios que rigen su funcionamiento, Dimensiones que establecen los planos en que se despliegan estos principios, y Componentes que hacen posible su operación.
- Principios
  - Flexibilidad
  - Adaptabilidad
  - Innovación
  - Interacción e interactividad
  - Docencia distribuida
  - Correspondencia
  - Evaluación continua
  - Humanismo
  - Sostenibilidad
- Dimensiones
  - Filosófica y Epistemológica
  - Curricular
  - Psicopedagógica
  - Comunicativa y Tecnológica
  - Administrativa y de Gestión
- Componentes
  - Planes y programas de estudio
  - Docentes
  - Alumnos
  - Espacios educativos
  - Materiales didácticos y de apoyo
  - Dispositivos Tecnológicos
  - Administración educativa

## Organización interna
El SUAyED cuenta con la siguiente estructura:
- El Consejo Asesor del Sistema Universidad Abierta y Educación a Distancia (SUAyED) - Órgano colegiado que participa en toma de decisiones respecto a temas diversos del SUAyED: modelo académico, uso de las tecnologías digitales, ampliación de la oferta y cualquiera que involucre el mejoramiento del sistema y su calidad.
- La Coordinación de Universidad Abierta, Innovación Educativa y Educación a Distancia (CUAIEED) – Coordina e impulsa la creación, desarrollo y evaluación de modelos y métodos de enseñanza-aprendizaje; coadyuva en el diseño, desarrollo y evaluación de proyectos y programas de estudio mediados por la tecnología..
- Las Divisiones del SUAyED. – Coordinar, supervisar y evaluar el cumplimiento de los objetivos planteados en los planes y programas del Sistema. Promover, mantener y coordinar la calidad del trabajo académico, la producción de materiales didácticos, uso de TIC y mantener constante comunicación con la CUAIEED.
- Instancias académico-administrativas de apoyo a la gestión – Dependencias que apoyan a las Divisiones del SUAyED en sus actividades. Las instancias son:
  - Dirección General de Administración Escolar (DGAE).
  - Dirección General de Orientación y Atención Educativa (DGOAE).
  - Dirección General de Incorporación y Revalidación de Estudios (DGIRE).
  - Dirección de Cooperación e Internalización (DGECI).

## Observatorio de Datos del SUAyED
Con el propósito de analizar y monitorear los principales indicadores del Sistema, la Coordinación de Universidad Abierta, Innovación Educativa y Educación a Distancia (CUAIEED), presentó en octubre de 2020 el Observatorio de Datos del SUAyED. 
El Observatorio se apoya del análisis y visualización de datos para crear y mantener diversos dashboard, que permiten al público interesado conocer e interactuar con la información estadística del Sistema a nivel Licenciatura: su evolución o crecimiento, las entidades académicas que participan en el SUAyED, información sobre la planta docente y los perfiles de los aspirantes. Adicionalmente cuenta con un dashboard con la población escolar de todas las modalidades y niveles desde el año 2000 en adelante.
Los dashboard disponibles en el Observatorio, son:
1. Evolución del SUAyED. Muestra el comportamiento que el SUAyED ha tenido (de 2015 a 2023) en cuanto al tipo de alumnos, sexo, entidad académica y modalidad.
2. Numeralia UNAM. Muestra la población escolar de la UNAM (de 2000 a 2023) considerando sus modalidades y niveles, así como su porcentaje por sexo.
3. Población Escolar del SUAyED. Muestra cómo se compone el alumnado del SUAyED de licenciatura (de 2015 a 2023); haciendo distinción entre modalidad, sexo, licenciatura y distribución por estados de la República Mexicana.
4. Perfiles de los Participantes en el Programa de Apoyo al Ingreso (PAI). Por medio de diferentes dashboard se da conocer cómo se compone el perfil de los aspirantes al SUAyED: información demográfica, percepciones del Sistema y hábitos de estudio.
5. Personal Docente del SUAyED. Muestra cómo está distribuida actualmente la población docente del SUAyED: nombramiento, nivel de estudios, edad, sexo, antigüedad y entidad académica a la que pertenecen.
6. Egresados y titulados del SUAyED. Éste dashboard da a conocer el número de alumnos egresados (que tienen al menos 95% de créditos cubiertos y que no han iniciado algún proceso de titulación), egresados en proceso de titulación y titulados del SUAyED así como la distribución por sexo, entidad académica, opción de titulación elegida y el número por cada licenciatura.